# Stephen Vizinczey
Stephen Vizinczey (ur. 12 maja 1933 w Káloz, Węgry, zm. 18 sierpnia 2021 w Londynie) – węgierski pisarz i krytyk literacki tworzący w języku angielskim, od 1956 będący obywatelem Kanady. Autor dwóch bestsellerowych powieści opartych na wątkach autobiograficznych: W hołdzie dojrzałym kobietom (In Praise of Older Women, 1965) oraz An Innocent Millionaire (1983).
W Polsce znana jest jedna jego powieść: W hołdzie dojrzałym kobietom, nazywana często seksualnym Bildungsroman.
Był również redaktorem naczelnym pisma „Exchange”.
W 2020 roku wydana została jego ostatnia powieść – 3 Wishes.